# Bruno Felipe Souza da Silva
Bruno Felipe Souza da Silva (* 26. Mai 1994 in São Paulo) ist ein brasilianischer Fußballspieler, der aktuell beim Paphos FC unter Vertrag steht.

## Karriere
Über Souza da Silvas fußballerische Anfänge ist nichts bekannt. Im Frühling 2015 wechselte er nach Österreich zum SC Austria Lustenau II in die Vorarlbergliga. Im Sommer 2015 wurde er in den Profikader hochgezogen. Sein Profidebüt gab er am ersten Spieltag der Saison 2015/16 gegen den SC Wiener Neustadt, sein erstes Zweitligator erzielte er am vierten Spieltag derselben Saison gegen den Floridsdorfer AC.
Zur Saison 2017/18 wechselte er zum Bundesligisten LASK. Im Januar 2018 wurde er nach Griechenland an Atromitos Athen verliehen. Nach eineinhalb Jahren Leihe wechselte er zur Saison 2019/20 zu Olympiakos Piräus. Im Januar 2021 wechselte er zu Aris Thessaloniki.
Zur Saison 2021/22 wechselte er nach Moldawien zu Sheriff Tiraspol. Nach dem Gewinn des Doubles aus Meisterschaft und Pokal verließ Bruno den Klub am Ende der Spielzeit und wechselte zu Omonia Nikosia in die zyprische First Division. Ende Januar 2023 wechselte er ligaintern zum Paphos FC.

## Erfolge
- Griechischer Meister: 2019/20
- Griechischer Pokalsieger: 2019/20
- Moldauischer Meister: 2021/22
- Moldauischer Pokalsieger: 2021/22